# Uso de ansiolíticos
O uso de ansiolíticos vem crescendo rapidamente em meio a população mundial atualmente, impulsionada principalmente pela epidemia de ansidade que circunda a geração atual. De modo geral, os ansiolíticos são usados principalmente para o tratamento do controle das síndromes de ansiedade com efeitos que incidem sobre as emoções, o humor e o comportamento. Criados por volta de meados da década de 50, após vários testes, o primeiro medicamento ansiolítico benzodiazepínico (clorodiazepóxido) é distribuído para o consumo em 1960, uma vez que os ansiolíticos benzodiazepínicos demonstraram eficácia no combate da ansiedade, agressividade, insônia e convulsões entre outras psicopatologias, além de gerar menos efeitos depressores sobre o sistema nervoso central (SNC), houve um aumento considerável na popularidade desses fármacos entre os membros da classe médica e na população nas décadas de 1970 e 1980. Contudo, a utilização de ansiolíticos pela população ocorre na maioria das vezes de maneira abusiva, sucedendo-se principalmente devido a fatores como: automedicação, erro em prescrições médicas, dependência química e aumento das enfermidades relacionadas à psiquiatria.
O principal representante dos ansiolíticos são os benzodiazepínicos, um dos fármacos mais prescritos mundialmente como:
- Diazepam
- Alprazolam
- Clonazepam
- Midazolam

## Uso irracional
O uso irracional desses medicamentos acontece principalmente quando ocorre a automedicação ou pelo erro nas prescrições médicas, no entanto, o efeito causado pelo uso irracional dessas substâncias pode gerar efeitos associados a intoxicação. Apesar que do ponto de vista científico os benzodiazepínicos são substâncias seguras, o consumo de uma quantidade exagerada (30 vezes mais que a dose recomendada) poderiam gerar efeitos colaterais visíveis, como: hipotonia muscular, dificuldade de ficar de pé, pressão baixa e desmaio. Entretanto, se o ansiolítico consumido exageradamente for ingerido com alguma bebida alcoólica, nesta situação, a intoxicação poderia levar o indivíduo a coma.
Estas substâncias também podem ter efeitos teratogênicos, portanto é recomendado que sejam evitados durante a gestação principalmente devido ao risco de malformações durante o primeiro trimestre de gestação, toxicidade neonatal e dos efeitos comportamentais e no desenvolvimento.
O uso crônico destas substâncias psicotrópicas durante meses ou anos, podem resultar na drogadição do usuário. Consequentemente, se o medicamento for suspenso repentinamente, ocorre um "efeito rebote", no qual, o dependente passa a sentir um grande aumento na irritabilidade, insônia, sudorese, e a dor no corpo podendo até mesmo causar convulsões. 

## Ansiolíticos mais eficazes
Dentre os ansiolíticos mais eficazes para o tratamento em casos de transtornos de ansiedade , pode-se citar:
- Agomelatina
- Benzodiazepina
- Bupropiona
- Buspirona
- Citalopram
- Duloxetina
- Escitalopram
- Fluoxetina
- Hidroxizina
- Imipramina
- Maprotilina
- Mirtazapina
- Ocinaplon
- Opipramol
- Paroxetina
- Pregabalina
- Quetiapina
- Sertralina
- Tiagabina
- Venlafaxina
- Vilazodona
- Vortioxetina